# Tommy Parisi
Tommy Parisi, pseudonimo di Tommaso Parisi (Bari, 11 agosto 1983), è un cantante italiano.

## Biografia
Tommy Parisi è figlio di Savino Parisi, boss del clan Parisi di Japigia, uno dei clan più potenti della città di Bari. Dopo la licenza elementare Tommy si dedica alla musica napoletana e nel 1996, all'età di tredici anni incide il suo primo lavoro discografico, intitolato La voce del cuore.

### Esperienze televisive
Nel 1998 partecipa per la prima volta al Festival di Napoli su Rete 4, dove interpreta il brano I' te vurria vasà. Tornerà poi al Festival di Napoli nel 1999 con un videoclip nella sigla finale, nel 2000 con il brano 'O sarracino, nel 2001 (come ospite), nel 2002 e nel 2003. Nel 2001 partecipa anche alla trasmissione di Canale 5 "Serenata Celeste". Nel 2004 prende parte al Festival del talento in onda su Rai 1.

## Vicende giudiziarie
Il 15 marzo 2016 è stato emesso un mandato di arresto dalla procura di Bari con l'accusa di estorsioni con il metodo mafioso sui cantieri del capoluogo pugliese e quella di associazione per delinquere di stampo mafioso. Resosi latitante, si è consegnato nel pomeriggio del 17 marzo all'autorità giudiziaria.
Pochi giorni dopo, il Gip di Bari, in accoglimento dell'istanza difensiva, ha revocato l'ordinanza custodiale sul  presupposto della totale cessazione delle esigenze cautelari.
Il 14 novembre 2018 è stato nuovamente arrestato nell'inchiesta sull'infiltrazioni dei clan baresi nel gioco d'azzardo online.

## Discografia

### Album in studio
- 1996 – La voce del cuore
- 1999 – 30 minuti d'amore
- 2000 – Finalmente io
- 2001 – Io le canto così
- 2003 – Solo nel buio
- 2006 – Esplosivo
- 2007 – Enigma
- 2011 – La prova del nove
- 2015 – Vita
- 2017 – Rischiare

### Raccolte
- 2010 – Un tuffo nel passato

## Partecipazioni al Festival di Napoli
- 1998 – solo sigla
- 1999 – videoclip sigla finale
- 2000  – con il brano 'O sarracino
- 2001 – solo come ospite per dedicare la canzone Torero a Renato Carosone
- 2002 – come concorrente con il primo premio "Fans Club"
- 2003 – 5º posto nella categoria "Big"